# Кормильцы
Кормильцы — деревня в составе Краснокамского городского округа в Пермском крае России.

## История
До 2018 года входила в Оверятское городское поселение Краснокамского района. После упразднения обоих муниципальных образований вошла в состав образованного муниципального образования Краснокамского городского округа.

## География
Деревня находится менее чем в 1 километре на северо-восток от деревни Новая Ивановка на дороге Краснокамск — Северокамск (Стряпунята).
Климат
Климат умеренно континентальный. Наиболее тёплым месяцем является июль, средняя месячная температура которого 17,4—18,2 °C, а самым холодным январь со среднемесячной температурой −15,3…−14,7 °C. Продолжительность безморозного периода 110 дней. Снежный покров удерживается 170—180 дней.

## Население
Население деревни составило 15 человека в 2002 году, 13 человека в 2010 году.
Национальный состав
Согласно результатам переписи 2002 года, в национальной структуре населения русские составляли 93 %

## Транспорт
Остановка автобусного маршрута в село Стряпунята из Краснокамска.